# Sticht Range
Die Sticht Range ist ein Gebirgszug im Westen des australischen Bundesstaates Tasmanien. Das Gebirge befindet sich südlich des Lake Murchison und westlich des Lake Plimsoll und verläuft, anders als die südlich gelegene West Coast Range, in Ost-West-Richtung.
Es wurde nach Robert Carl Sticht (1856–1922), einem Manager der Mount Lyell Mining and Railway Company, benannt.